# Mauprévoir
Mauprévoir és un municipi francès situat al departament de la Viena i a la regió de la Nova Aquitània. L'any 2007 tenia 652 habitants.

## Demografia

### Població
El 2007 la població de fet de Mauprévoir era de 652 persones. Hi havia 292 famílies de les quals 96 eren unipersonals (40 homes vivint sols i 56 dones vivint soles), 128 parelles sense fills, 60 parelles amb fills i 8 famílies monoparentals amb fills.
La població ha evolucionat segons el següent gràfic:
Habitants censats

### Habitatges
El 2007 hi havia 403 habitatges, 299 eren l'habitatge principal de la família, 59 eren segones residències i 44 estaven desocupats. 398 eren cases i 5 eren apartaments. Dels 299 habitatges principals, 235 estaven ocupats pels seus propietaris, 62 estaven llogats i ocupats pels llogaters i 2 estaven cedits a títol gratuït; 8 tenien dues cambres, 42 en tenien tres, 78 en tenien quatre i 171 en tenien cinc o més. 200 habitatges disposaven pel capbaix d'una plaça de pàrquing. A 168 habitatges hi havia un automòbil i a 103 n'hi havia dos o més.

### Piràmide de població
La piràmide de població per edats i sexe el 2009 era:
| Homes | Edats   | Dones |
| ----- | ------- | ----- |
| 0     | 95 o +  | 0     |
| 0     | 90 a 94 | 16    |
| 8     | 85 a 89 | 24    |
| 4     | 80 a 84 | 4     |
| 0     | 75 a 79 | 16    |
| 44    | 70 a 74 | 20    |
| 20    | 65 a 69 | 40    |
| 40    | 60 a 64 | 32    |
| 12    | 55 a 59 | 24    |
| 12    | 50 a 54 | 8     |
| 36    | 45 a 49 | 24    |
| 40    | 40 a 44 | 32    |
| 12    | 35 a 39 | 24    |
| 12    | 30 a 34 | 12    |
| 4     | 25 a 29 | 8     |
| 16    | 20 a 24 | 4     |
| 40    | 15 a 19 | 28    |
| 12    | 10 a 14 | 32    |
| 12    | 5 a 9   | 16    |
| 8     | 0 a 4   | 4     |

## Economia
El 2007 la població en edat de treballar era de 332 persones, 230 eren actives i 102 eren inactives. De les 230 persones actives 207 estaven ocupades (118 homes i 89 dones) i 23 estaven aturades (10 homes i 13 dones). De les 102 persones inactives 48 estaven jubilades, 24 estaven estudiant i 30 estaven classificades com a «altres inactius».

### Ingressos
El 2009 a Mauprévoir hi havia 305 unitats fiscals que integraven 669,5 persones, la mediana anual d'ingressos fiscals per persona era de 14.739 €.

### Activitats econòmiques
Dels 26 establiments que hi havia el 2007, 1 era d'una empresa alimentària, 2 d'empreses de fabricació d'altres productes industrials, 7 d'empreses de construcció, 6 d'empreses de comerç i reparació d'automòbils, 1 d'una empresa de transport, 3 d'empreses d'hostatgeria i restauració, 1 d'una empresa financera, 2 d'entitats de l'administració pública i 3 d'empreses classificades com a «altres activitats de serveis».
Dels 11 establiments de servei als particulars que hi havia el 2009, 1 era una oficina de correu, 1 una oficina bancària, 2 tallers de reparació d'automòbils i de material agrícola, 3 paletes, 1 guixaire pintor, 2 electricistes i 1 perruqueria.
Dels 2 establiments comercials que hi havia el 2009, 1 era una botiga de menys de 120 m² i 1 una fleca.
L'any 2000 a Mauprévoir hi havia 40 explotacions agrícoles que ocupaven un total de 3.597 hectàrees.

## Equipaments sanitaris i escolars
L'únic equipament sanitari que hi havia el 2009 era una farmàcia.
El 2009 hi havia una escola elemental.

## Poblacions més properes
El següent diagrama mostra les poblacions més properes.